# 蒋介卿
蒋介卿（1875年1月3日—1936年12月27日），原名瑞元，字介卿，號錫侯，别号前安，谱名周康，以字行。浙江奉化人，蒋中正异母兄。出身弟子員，曾任法官、县长、海关监督、浙江省政府委员等。

## 生平

### 家庭
蒋介卿是蒋家长子，是蒋中正同父异母兄长，比蒋中正大一轮（即12岁）。祖父蒋斯千，父亲蒋肇聪，母亲奉化白岩村人徐氏。
蒋介卿幼时便过继给蒋肇聪兄长蒋肇餘。1895年，蒋肇聪因时疫逝世，蒋介卿时年19岁。
自蔣瑞青（蒋中正幼弟）身亡後，蔣介卿受挑撥，想分瑞青之遺產不遂，幾乎引至涉訟，而以訟詞恫嚇王采玉:26。蔣介卿要求將亡弟名下遺產重分，王采玉堅拒；雙方反目，幾至涉訟:28。
蒋介卿與元配孫氏生蒋国秉，又名國柄、字空華，畢業於上海中山學校和日本士官學校，曾任國軍陸軍八十八師少校參謀，中校團附屬官、江西第四區行政公署參議等職:104。在家族安排下與羊頭孫氏成婚，不久離婚，又娶蕭王廟孫益甫次女薇美（蔣介石日記常寫成薇梅）為妻，生一子四女，子孝倫、女靜娟、志倫、環倫、明倫:104。蔣國柄於1982年3月病死於台灣:104。
蔣介卿與繼室單氏有一個女兒，名叫蒋华秀，畢業於浙江大學經濟系，經李宗仁介紹，嫁給桂系白崇禧外甥韋永成:105。韋永成在中國抗日戰爭時曾任安徽省財政廳廳長，國共內戰期間隨國民黨政府到台灣，蔣介石家族聚會常邀華秀一家參與，但因韋永成參加桂系，蔣較少與其往來:105。

### 履历
蒋介卿少有学名。曾中過秀才，毕业于宁波四明专科学校学法政科，做過台州地方法院推事和广州地方审判厅推事:104。1921年蔣介卿被广东省公署政务厅长古应芬（湘芹）推荐任琼州（今海南）文昌县知事，後又被舉薦，于1921年5月擔任广东英德县县长:104，但上任后因處事不佳，被指控貪污，在当年12月就被撤職:104。1928年5月，担任浙江海关监督（相当于今日之关长），後任浙江省政府委员閒缺:104。后辞职回家乡，开设有公裕钱庄。

### 离奇离世
1936年，蒋介卿正在溪口武山庙看戏。12月27日因聽到西安事变之消息中风:105病逝:34。当时蒋中正滞西安未归，家人遂草草入殓，停枢守灵在家。1937年1月，蒋中正因腰伤回奉化溪口修养，仍吩咐缓办理蒋介卿丧事。1937年4月，蔣回鄉安葬兄蒋介卿先生:34。為表示其敬重，4月14日，介卿出殯當天，蔣介石在溪口主持葬儀，許多人藉此機會前來致意，中国国民党黨政要员冠蓋雲集，簽到有：林森、居正、阎锡山、冯玉祥等:105。還有何应钦、俞飞鹏、朱家骅。溪口街上車水馬龍，武嶺學校童子軍全部出動，上街站崗，維持秩序:105。

## 蒋介石关于介卿之记录
蒋介石对蒋介卿这位异母兄长心存芥蒂，《蒋介石日记》中数次提到蒋介卿，颇多负面之词，如記蒋介卿貪汙，说“胞兄英德任内，亏欠公帑陆千元。其会计竺某，为新任扣留”等。1933年11月12日，蔣介石電：「現在我當國，事更應以身作則，照規納糧」:105。1934年3月31日，蔣介石電：「清明節不克回鄉掃墓，勿候」:105。1935年12月2日，蔣介石電：「已派人送人蔘至家，請靜養」:105。

## 遗迹

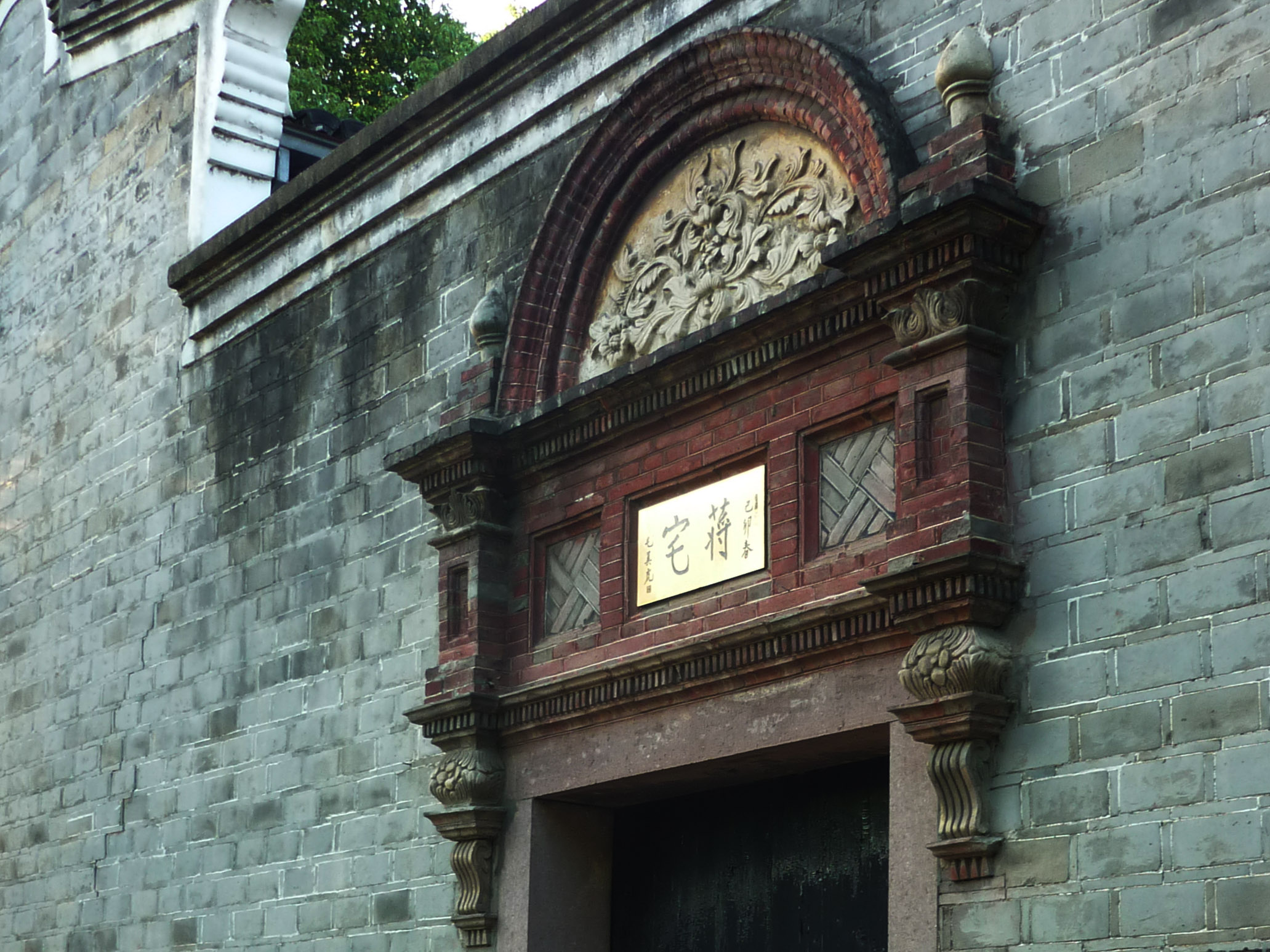
蒋介卿故居石库门

- 今浙江宁波海曙蒋介卿故居[7]。